# 天瑞儀器
江蘇天瑞儀器股份有限公司，簡稱江蘇天瑞儀器股份、江蘇天瑞、江蘇天瑞儀器，以及天瑞儀器（英語：Jiangsu Skyray Instrument Co., Ltd.，深交所：300165），是現時經營从事光谱、色谱、质谱、医疗仪器等分析测试仪器及其软件的研发、生产和销售。現時董事長為刘召贵。

## 历史
在1992年，由前身為西清华研究所創立，全资子公司贝西生物公司的全资子公司贝西生物所从事的POCT行业是体外诊断行业内新兴的细分行业，目前美国和欧洲是POCT产品的主要市场。随着POCT检测技术的快速发展，POCT产品逐渐被世界上越来越多的国家和地区应用于医疗诊断。贝西生物在POCT心血管类检测的细分市场具有很强的竞争能カ，在国内市场品牌中名列前茅。同时，公司通过不断加大研发投入力度，加强营销网络和团队建设，拓展人力资源，提高企业的内部管理等手段，不断提升公司在行业中的竞争力。
其股份自2011年1月25日，在深圳證券交易所中小企業板上市，主要地區包括深圳、北京、昆山等廠房生產及銷售點。

## 連結
- Skyray-Instrument.com（页面存档备份，存于）